# 視角
視角（しかく、visual angle）とは、目に投影される物体がなす角度のことであり、通常は度数法(degree of arc)を用いて記述される。視角は、視対象がなす視野角(angular size)とも呼ばれる。
右図が理解の助けになる。
観察者の目が前方を向いており、視対象が垂直線で示されている。視対象は、線形寸法(linear size)がSメートルであり、点0からDメートル離れている。
現在の目的から、点0は目の節点(nodal point)であり、ほぼレンズの中心に位置する。これは入射瞳の中心でもあり、レンズの前面に位置し、大きさは数ミリメーターである。
オブジェクトの端点Aから目へ向かう3本の線は光線を意味しており、角膜・瞳孔・レンズを通過して、端点Aの光学像を網膜上に結ぶ。このうち、中心の線が主光線である。
オブジェクトの点Bについても同様であり、網膜像はBに投影する。
視角はV degであり、これはAとBの主光線がなす角度である。

## S、D、Vの関係
V degはトランシットを用いて、点0から直接測定することができる。
あるいは、V = 2 arctan(S/2D)の式を用いて、計算によって求めることもできる。
しかしながら、視角が10度よりも小さい場合には、より簡便な式1を用いることができる。これは精度のよい近似である。
tanV = S/D    (式 1).
視角が小さい場合、V = S/D radiansを用いてもよい。ここで、V = 57.3 (S/D) degreesである。

## 網膜像とV deg
図に示されるように、オブジェクトの網膜像とは、aとbの中間に投影される。
視角が小さい場合には、網膜像の大きさR mmは、式2によって与えられる。
R/n = tanV      (式 2).  
ここで、nは節点から網膜までの距離であり、おおよそ17 mmである。

## 例
1センチメートルのオブジェクトを1メートルの距離から観察した場合と、2センチのオブジェクトを2メートルの距離から観察した場合では、どちらの場合も像の大きさは視角0.01 radianあるいは0.57 degである。したがって、網膜像は同じ大きさであり、おおよそR = 0.17 mmである。
この大きさは、月を見たときのR = 0.15 mmよりも少し大きい。月の場合には、S = 2160 miles、Dは平均的には238,000 miles、V =  0.009 radあるいは 0.52 degである。
同様の簡単な例として、腕をのばして親指を観察したとすると、親指の幅がおおよそ1 degに相当する。親指の先端はおおよそ2 degに相当する(O'Shea, 1991)。
したがって、目の能力や視覚情報処理における最初の処理について興味を持ったときに、視対象の絶対的な大きさ(線形寸法であるS メートル)について考えたとしても意味をなさない。問題なのは、視角V degであり、これが網膜像の大きさを決めるからである。

## 用語についての混乱
天文学では、見かけの大きさ(apparent size)は物理的な角度であるV deg、あるいは角直径(angular diameter)のことである。 
しかし、心理物理学や実験心理学では、"apparent"(見かけの)という語は、個々人の主観的な経験を表す語として用いられる。したがって、"apparent size"といった場合には、物体が大きく見える度合い意味し、これは"知覚的大きさ"("perceived size")とも呼ばれる。
さらに混乱の原因となっているのは、2つの質的に異なる"大きさ"知覚が、単一の視対象について可能であることである(Joynson, 1949, McCready, 1965, 1985, Baird, 1970)。
ひとつは、知覚された視角(perceived visual angle) V' deg (あるいは主観的視角, apparent visual angle)であり、これはV degに対応する知覚的な視角のことである。これは物体の知覚的・主観的な視角(測量的大きさ, apparent angular size)と呼ばれることもある。V'は度数法で記述され、観察者から物体の2端点を結ぶ知覚的方向の差分として定義される(Joynson, 1949, McCready, 1965, 1985)。
もう一つの"大きさ"知覚は、物体の線形寸法S'(主観的線形寸法, apparent linear size)であり、これは物体の物理的な大きさ・高さ・直径などに対応する知覚的な大きさのことである。
"主観的大きさ"("apparent size", "perceived size")という語が、測定の単位を伴わずに用いられることが、混乱の原因となっている(degreesとmetersは同じ単位ではない)。 

## 視角と視覚野
脳の1次視覚野(primary visual cortex, V1)、あるいはブロードマンの17野は、網膜の同型表現となっている(参考: レチノトピー)。おおまかにいえば、V1で表現される情報は、網膜をゆがめた"地図"のようなものである。このことから、網膜像の大きさ(R mm)は、それが投影された網膜の領域を活性化することで、V1における神経活動パターンの大きさを決定する。
実際に、Murray, Boyaci, & Kersten (2006)はfMRIを用いることで、視対象の視角 R mmが大きくなることにより、対応するV1の神経発火パターンが大きくなることを示している。
しかし、彼らの発見で最も重要なのは、知覚的な視角V'や視角に関連する錯視についての発見である。

## 測量的大きさの錯視とV1
Murray, et al. は、観察者が平坦な絵画を背景として、視角V degと網膜像の大きさ R mmが等しい2つの円盤を観察したとき、円盤の背景のパターンによって、知覚される測量的大きさ(知覚的視角)が最大で17%大きくなることを示した。
主要な発見は、円盤に対応するV1の活動パターンの大きさが、網膜像では同じ大きさであるにもかかわらず、同じにはならなかったことである。このようなV1における大きさの違いは、知覚的視覚の17%という錯視量とほぼ完全に対応していた。
このような発見は、視空間知覚の理論にとって決定的であり、知覚的視角や視角の錯視にとって重要であると考えられる。